# Luboń

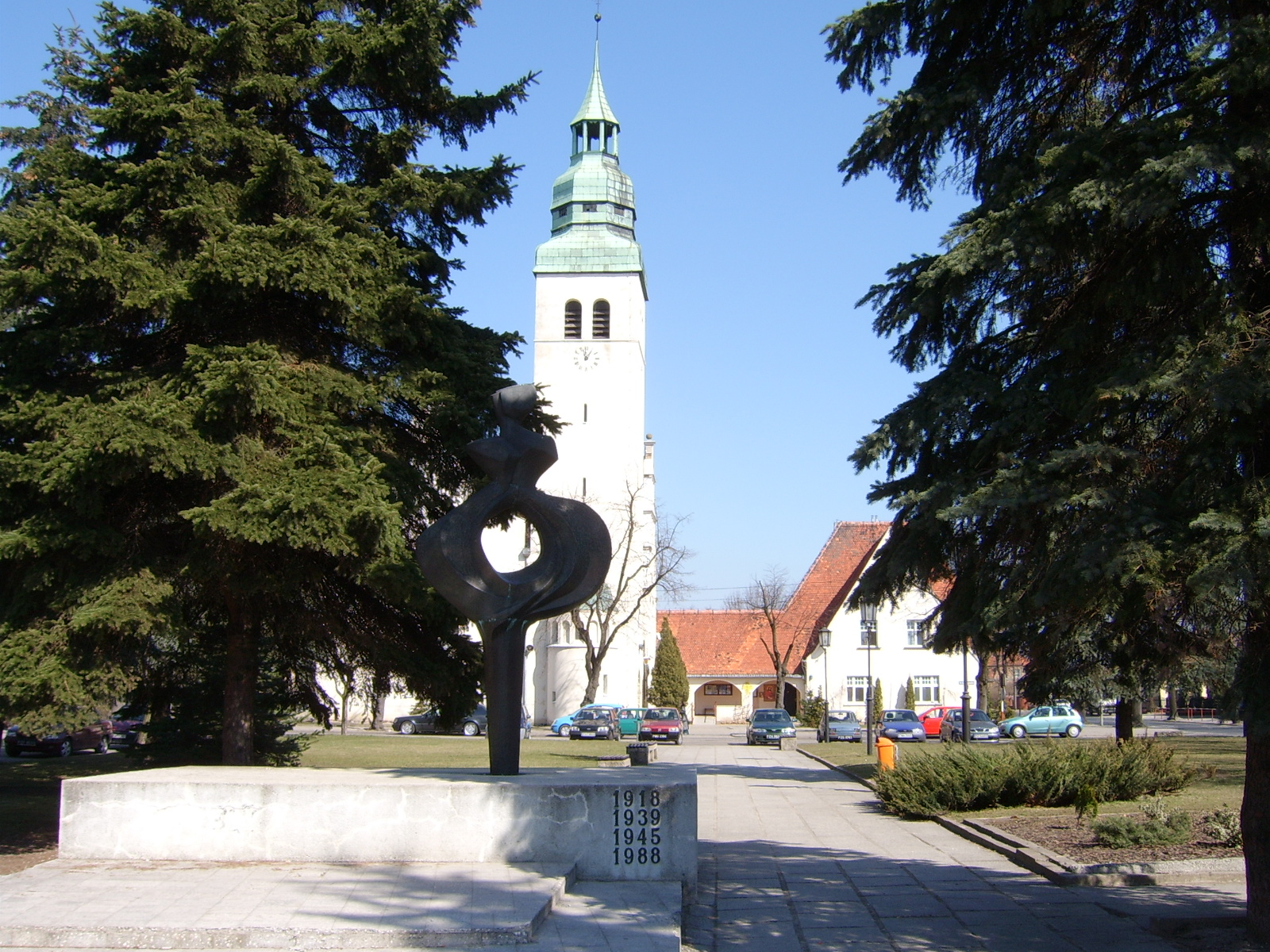
S:ta Barbarakyrkan och stora torget

Luboń ['lubɔɲ], tyska: Luban, är en stad i centrala Polen vid floden Warta, belägen omkring 8 kilometer sydväst om storstaden Poznań i distriktet Powiat poznański i Storpolens vojvodskap. Staden utgör administrativt en stadskommun, med 30 775 invånare i juni 2014.
Lubońs stadsbebyggelse är idag sammanväxt med Poznań och tillhör den sydvästra delen av Poznańs storstadsområde.

## Historia
Luboń grundades som en by under medeltiden. Orten fick en stor kemisk industri i början av 1900-talet och växte fram som industriförort till Poznań. Under andra världskriget fanns arbetsläger för tvångsarbetare på den tyska Reichsautobahn i orten. Lubońs stad bildades 1954, då byarna Lasek, Stary Luboń och Żabikowo slogs samman till en stadskommun.

## Kommunikationer
Den stora öst-västliga motorvägen A2 passerar genom staden norr om stadskärnan.